# 카자흐스탄의 역사

카자흐스탄 지도

카자흐스탄의 역사는 아시아 국가인 카자흐스탄의 역사를 설명하는 문서이다. 유라시아 스텝 지대에서 가장 거대한 내륙국인 카자흐스탄은 예로부터 동·서양 문명의 교차로이자 수많은 민족, 왕국, 제국들의 근거지였다. 국토가 광활하고 실크로드가 지나가며, 사방이 초원지대였기 때문에 카자흐스탄의 역사 대부분은 유목민들에 의해 이루어졌다고 해도 과장이 아닐 정도로 유목 생활의 영향을 많이 받았다. 이는 오늘날의 카자흐스탄 문화의 기틀이 되어주었다.

## 고대
이 지역의 인간 활동은 100~80만년 전 즈음 카라타우 산맥과 카스피해, 발하슈호 지역 주변에서 주로 이루어졌다. 선사 시대의 카자흐스탄에는 피테칸트로푸스, 시난트로푸스 등이 거주했으며 나중에는 네안데르탈인이 등장하여 14~4만년 전까지 카자흐스탄 정부에 존재했다. 현생 인류인 호모 사피엔스는 4만년 전부터 차츰 출현하여 12,000년 전까지 카자흐스탄 남부, 중부, 동부로 퍼져 나갔다. 최종 빙기가 끝날 무렵(12,500~5,000년 전)에 이미 호모 사피엔스는 카자흐스탄 전역에 퍼진 뒤였으며 그때까지만 해도 살아있던 메머드와 털코뿔소를 사냥하여 멸종에 이르게 만들었다. 점차 수렵 채집을 전문으로 하는 공동체가 생겨났고 활과 배를 발명했으며 길들여진 늑대와 덫을 사냥에 사용했다.
신석기 혁명 시기에는 목축업과 농업이 발전했으며, 아트바사르, 켈테미나르, 보타이, 우스트나림 문화가 형성되었다. 아랄해 부근에서 발전한 켈테미나르 문화(BC 5,500~3,500년)의 사람들은 어업과 수렵에 의존하는 정착민들이었고, 이심강 유역에서 번성한 보타이 문화(BC 3,600~3,100년)의 사람들은 움집에 살면서 세계 최초로 말을 가축화한 것으로 추정된다. 말 사육은 곧 유목 이동이라는 독특한 생활 방식을 발전시켰다. 한편 이 시기에는 도자기 및 연마된 석기 도구 등이 등장했다. BC 4,000~3,000년 사이에 이들은 야금술을 통한 금속 생산의 시작, 구리 도구의 제조, 주조 금형틀을 사용하기 시작했다. 기원전 2,000년에는 중부 카자흐스탄에서 광석 채굴이 발달했다.
기후 변화가 일어나면서 스텝 지대 안팎으로 인구가 퍼져나가기 시작했다. BC 2,000년대 말부터 BC 1,000년대 초까지 지속된 건조 기후로 강, 계곡, 오아시스 일대의 인구는 점진적으로 감소했고 대부분의 인구는 북쪽의 숲 스텝으로 이동했다.

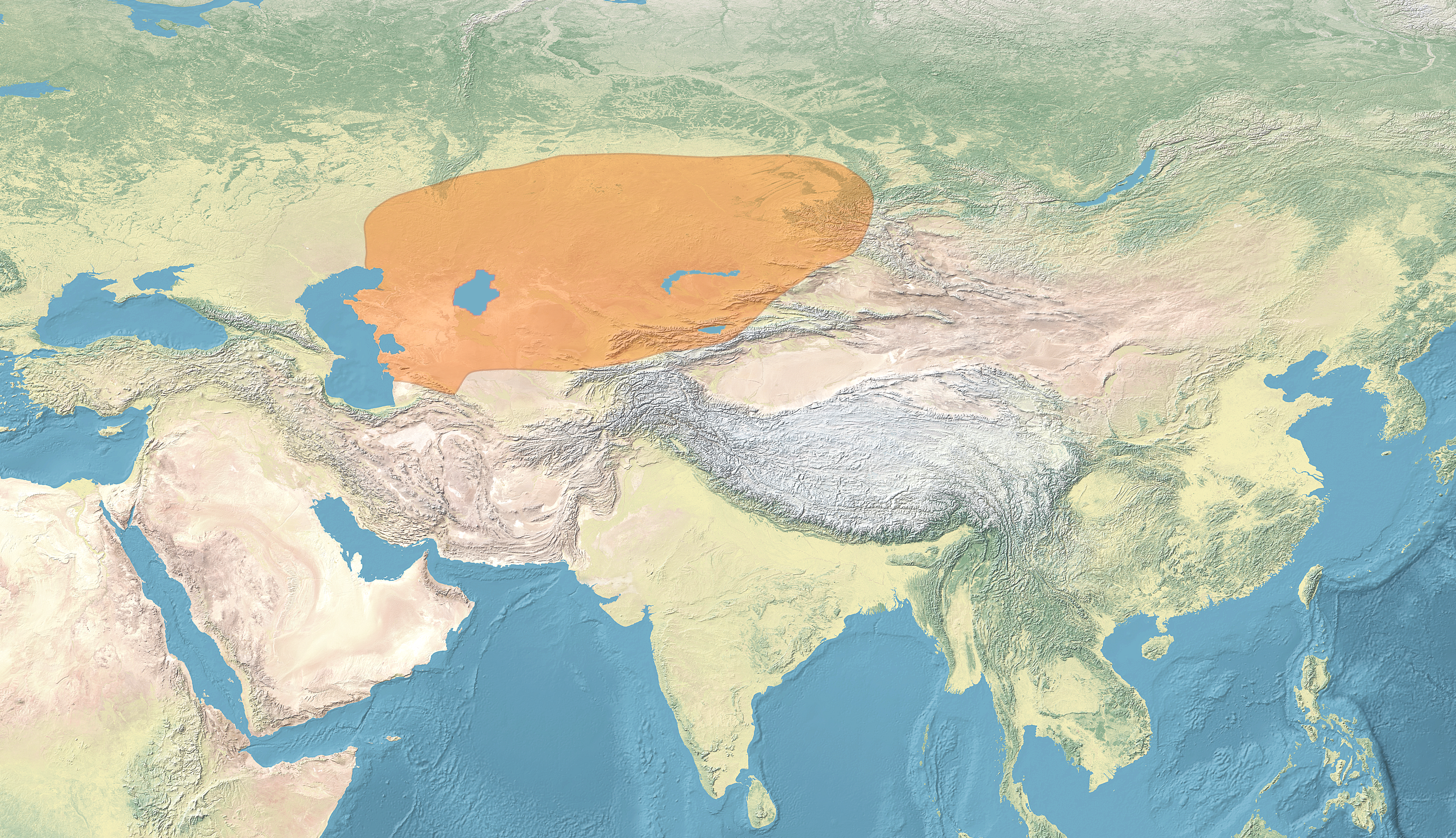
BC 1,500년경에 등장한 안드로노보 문화. 카자흐스탄 지역의 고유 무덤 양식인 쿠르간 역시 이 무렵에 출현했다.

BC 1,000년이 시작될 즈음, 즉 건조기가 끝날 무렵에 유라시아 스텝에서 유목 생활을 영위하던 인도-이란계 유목민들은 서쪽과 동쪽 양방으로 카자흐스탄에 진입하여 이전에 버려졌던 지역을 다시 채웠다. 이들 중 몇몇은 스키타이, 또는 사카라는 명칭으로 알려졌으며 새로운 승마전술을 개척해나갔다.

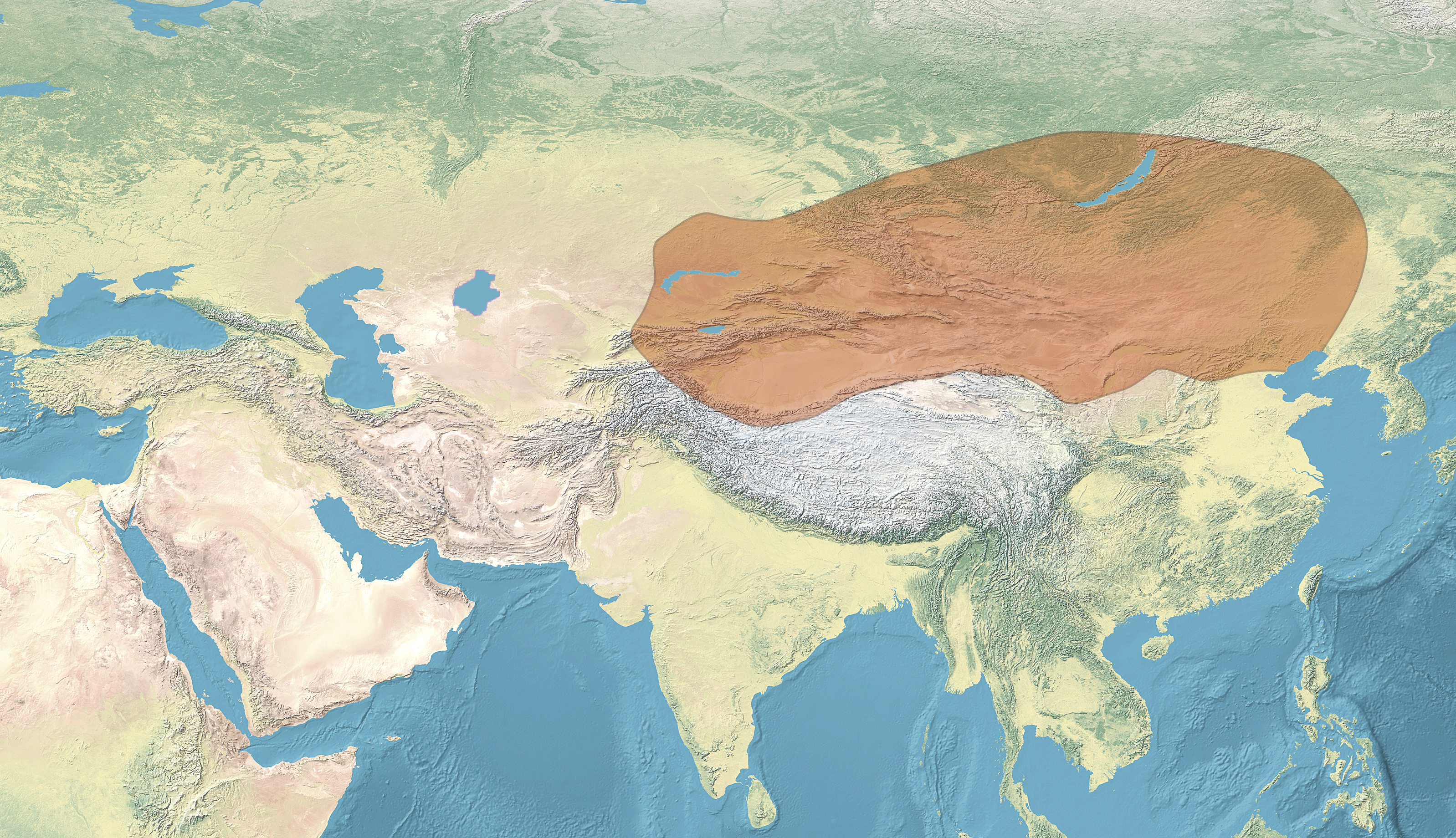
흉노의 최대 영역

카자흐스탄의 인도-이란인들은 그 후 약 1,000년에 걸쳐 수많은 갈래로 갈라져 이란, 인도 등지로 이주하였다. 특히 박트리아와 아프가니스탄 일대로 이주한 인도-유럽계 월지인들은 훗날 쿠샨 제국을 건설하여 카자흐스탄 남부에서부터 인도 북부를 아울렀다. 기원전 1세기경에는 몽골 고원의 흉노가 카자흐스탄 동부로 진출하였는데, 이들의 정체는 논란이 많지만 때때로 언어학적인 연결에 따라 튀르크계, 이란계, 몽골계, 우랄계, 예니세이계, 또는 기타 등등으로 추정된다. 동시대 카자흐스탄 남부에는 소그드인이 건국한 강거 왕국이 있었다.
흉노가 몽골계 선비인들에게 멸망한 이후, 흉노인들은 발하슈호 부근의 제티수 지방에 열반 왕국을 세웠다. 5세기 경에 이들은 더 서쪽으로 이주하여 훈족이 되었으며, 곧 카스피해 연안에서 훈 제국을 세우고 전 유럽을 공포로 몰아넣었다. 이 무렵이 되면 카자흐스탄의 인도유럽인들은 세력이 크게 줄어 있는 상태였지만, 그때까지 이들은 건재했던 것으로 보인다.

## 중세

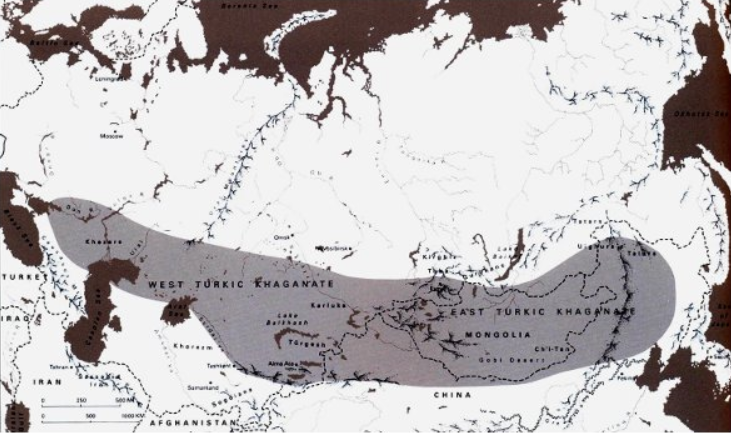
돌궐 제국의 최대 영토

카자흐스탄의 본격적인 튀르크화는 돌궐 제국의 이 지역 정복과 함께 시작되었다. 그들은 훈족의 잔당을 서쪽과 남쪽으로 밀어내고 6세기경에 몽골과 중앙아시아 대부분을 완전히 평정했다. 6세기 중반, 돌궐 제국은 내전으로 인해 동서로 나뉘었으며 이 중 서돌궐이 카자흐스탄을 물려받았다. 현대 카자흐인의 조상인 킵차크 튀르크인도 이 무렵 돌궐인과 함께 카자흐스탄에 정착하였다.

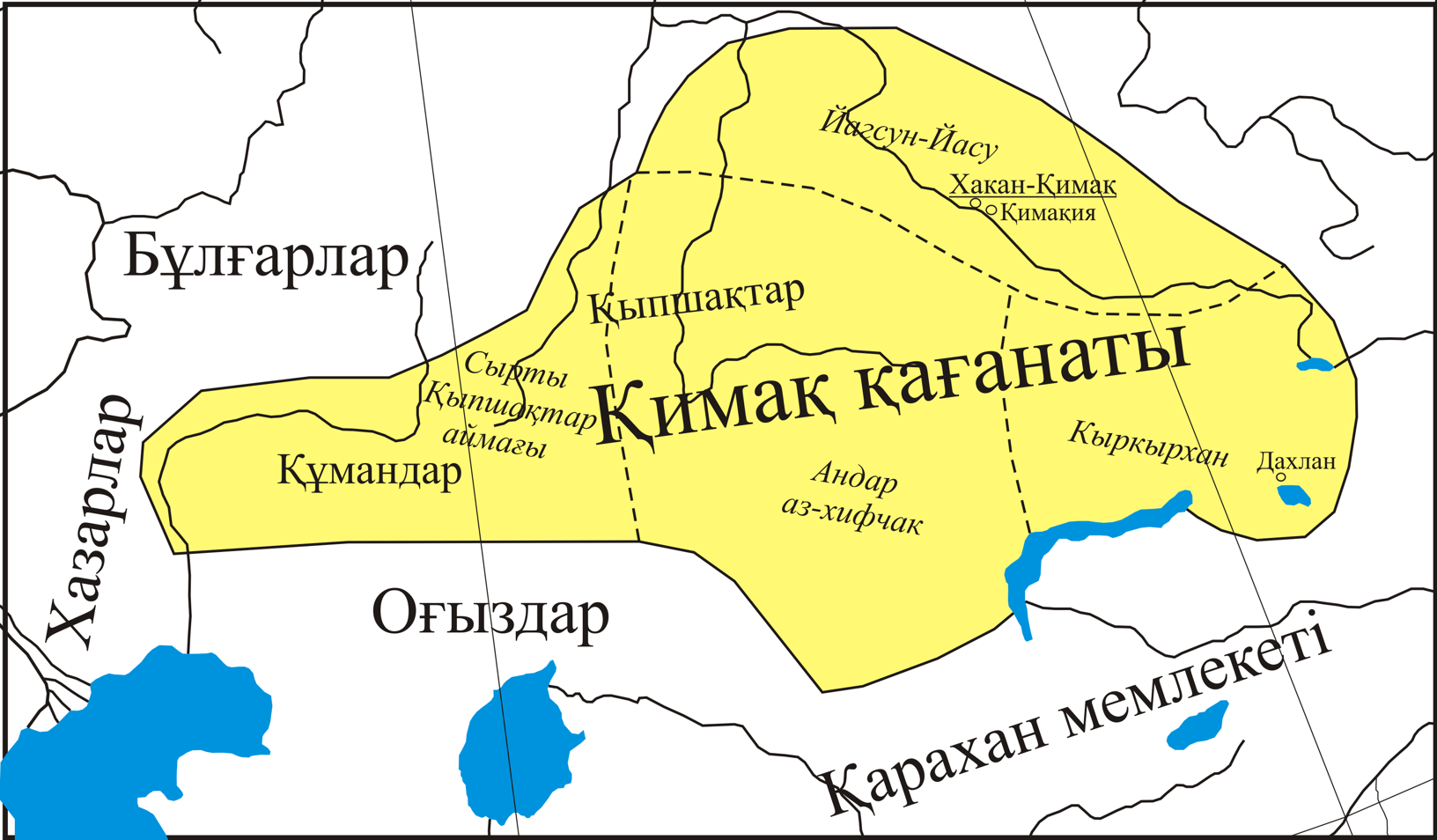
키메크-킵차크 연맹의 대략적인 영토

오구즈 야브구국의 영토

서돌궐이 중국에서 일어난 당나라에게 멸망하자, 카자흐스탄 북부에는 캉가르 연맹이 등장하여 킵차크인을 포함한 여러 튀르크계 민족들을 일시적으로 통일했다. 그러나 캉가르 연맹은 오래 가지 못한채로 750년에 멸망했고, 766년에는 오구즈 튀르크인들이 양기켄트에 수도를 두고 카자흐스탄 서남부를 지배했다. 이들의 국가는 오구즈 야브구국이라고 불렸다. 이들의 일파인 셀주크족이 훗날 호라산으로 이주하여 셀주크 제국을 건국하고 페르시아, 메소포타미아, 캅카스, 아나톨리아 일대를 지배하게 되었다.
킵차크인들은 9세기에 키메크-킵차크 연맹을 세워 카자흐스탄 북부를 지배했으며, 튀르크계 카를루크인들은 카자흐스탄 남부에 카라한 칸국을 건국한 뒤 타림 분지와 트란스옥시아나 일대에 영향력을 행사하였다. 카라한인들은 카자흐스탄을 거쳐간 민족들 가운데 최초로 텡그리 신앙 대신 수니파 이슬람을 믿었고, 이로써 카자흐스탄에도 이슬람이 퍼져 나가기 시작했다. 동시에 또다른 튀르크계 민족인 하자르인은 캅카스 북부에서 카자흐스탄 서부까지의 영토를 차지했다.
10세기에 킵차크인들은 서양에서 '쿠마니아Cumania', 혹은 '다슈티 킵차크Dasht-i Qipchaq'라고 불렸던 쿠만-킵차크 연맹을 건국하였다. 전성기의 쿠마니아는 카자흐스탄 중부~다뉴브강 일대까지 이르는 영역을 아울렀다. 한편 남쪽의 아랄해 부근에서는 호라즘 제국이 등장하여 카자흐스탄 남부에서부터 아프가니스탄까지의 영토를 정복했으며, 그 동쪽의 발하슈호 지역은 카라 키타이의 지배하에 들어갔다. 이러한 형세는 대략 1219년까지 지속되었다.

몽골 제국의 팽창

13세기 무렵, 몽골 고원에서 발흥한 칭기즈칸의 몽골 제국이 유라시아 대부분을 휩쓸었다. 이때 카자흐스탄 역시 몽골 제국의 영토로 편입되었는데, 이는 훗날 카자흐 민족 형성의 중요한 계기가 되었다. 기존의 쿠만인 및 킵차크인들은 디아스포라를 겪었지만, 대개는 그대로 몽골과 동화되어 몽골 제국 군사력의 대부분을 담당했다.
몽골 제국이 분열된 후, 카자흐스탄은 튀르크-몽골계 킵차크 칸국과 차가타이 칸국 사이에 나뉘어졌다. 킵차크 칸국은 시르다리야 북방의 초원 지대를 차지했고, 차가타이 칸국은 그 이남의 비교적 도시화가 이루어진 지역인 트란스옥시아나를 차지했다.
킵차크 칸국의 우즈베크 칸(1312~1341) 치세 동안 이슬람은 이 지역에서 지배적인 종교가 되었다.

## 근세

### 카자흐 칸국

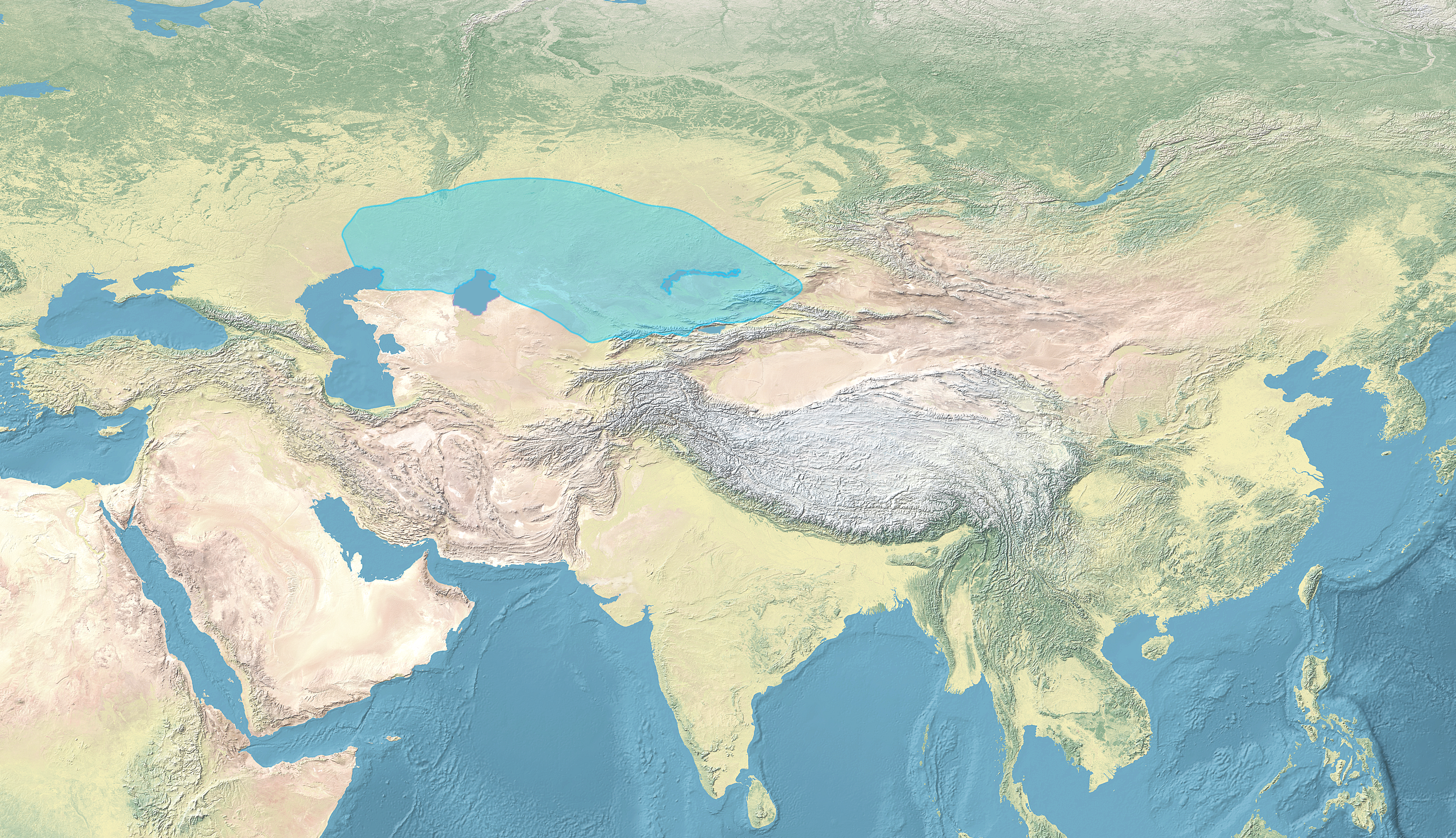
카자흐 칸국의 영토

14세기 말에 있었던 티무르의 파괴적인 침공으로 인해 킵차크 칸국은 쇠퇴하기 시작했고, 개중에서도 샤이반계 유목민들은 티무르 제국과 맞서 싸우면서 우즈베크 칸국을 세웠다. 1459년, 킵차크 칸국의 지도자 바라크 칸의 아들인 케레이와 자니베크가 우즈베크인 일부를 이끌고 반란을 일으켰다. 그들은 추 강을 따라 동쪽으로 갔고, 모굴리스탄의 에센 부카 2세에게서 톈산 북방의 목초지를 얻었다. 이들은 '떨어져 나온 사람', 또는 '얽매이지 않는 자들', 내지는 '권력과 싸워 자유를 얻은 자'라는 의미에서 '카자흐(Qazaq/kazakh)'라는 이름을 채택했고, 자연스럽게 그들이 세운 국가 역시 카자흐 칸국이라 불리게 되었다. 카자흐 칸국은 오늘날 카자흐인 정체성의 기반을 마련했다고 평가받는다.
카자흐인들은 16세기 초까지 우즈베크 칸국을 상대로 전쟁을 벌였고 마침내 승리하여 독립을 쟁취하였다. 카심 칸(1511~1518)의 치세가 되면 카자흐 칸국은 시르다리야 북방의 초원 지대를 평정하고 그 이남 지역을 위협할 정도로 강성해진 상태였는데, 그 영토는 오늘날의 카자흐스탄 전역, 우즈베키스탄 대부분, 카라칼파크스탄까지 아울렀다. 이 무렵에 서양에서도 카자흐 칸국의 명성과 이름이 널리 알려졌으며, 또한 카자흐스탄 최초의 법전인 「카심 칸의 밝은 길(Қасым ханның қасқа жолы)」가 만들어지기도 했다.
1522년에서 1538년 사이에 카자흐 칸국은 첫번째 내전을 겪으면서 팽창 사업을 잠정적으로 중단했다. 또한 17세기에는 러시아 차르국의 모험가들과 코사크(Cossacks)들이 국경 일대에 여러 요새와 교역소 및 소도시들을 건설함으로써 변방에서의 세력이 차츰 약화되었다.
모굴리스탄의 역사가 무함마드 하이다르는 자신의 저서인 「타리크 이 라시디(Tarik-i Rashidi)」에서 카자흐 칸국을 언급했다.
당시 아불 하이르 칸은 다슈티 킵차크에서 전권을 행사했다. 그는 주치의 술탄족과 전쟁을 벌였는데, 자니베크 칸과 케레이 칸은 그의 앞에서 모굴리스탄으로 도망쳤다. 에센 부카 칸은 그들을 매우 명예롭게 맞아주었고, 그들에게 서쪽 경계의 추 강 근처에 있는 쿠지 바시(Kuzi Báshi)를 넘겨주었다. 그곳에서 그들은 평화롭게 만족스럽게 지냈다. 아불 하이르 칸이 죽자 우즈베크 울루스는 혼란에 빠졌고, 그들 사이에 끊임없는 분쟁이 일어났다. 그들 대부분은 이에 지쳐 케레이와 자니베크의 울루스로 모여들었다. 그 수가 20만에 달했고, 우즈베크-카자흐라는 이름을 받았다. 카자흐 술탄은 870년부터 통치하기 시작했고, 940년까지 우즈베크 울루스의 대부분 지역에서 절대적인 권력을 계속 누렸다.

1643년부터 카자흐인들은 동쪽의 불교 몽골 유목제국인 준가르와 전쟁을 치르게 되었는데, 이는 카자흐 칸국에게 재앙이었다. 이 전쟁은 1756년 준가르가 만주족의 청나라에게 멸망하면서 막을 내렸지만, 그 사이에 카자흐 칸국은 심각한 피해를 입은 상태였다. 마침내 18세기 초에 카자흐 칸국은 주즈라고 불리는 세 개의 군소 국가들로 나뉘어졌다. 각각 여러 부족들을 포함하는 주즈는 오늘날까지도 카자흐 사회에 큰 영향을 미치고 있다.

### 제정 러시아

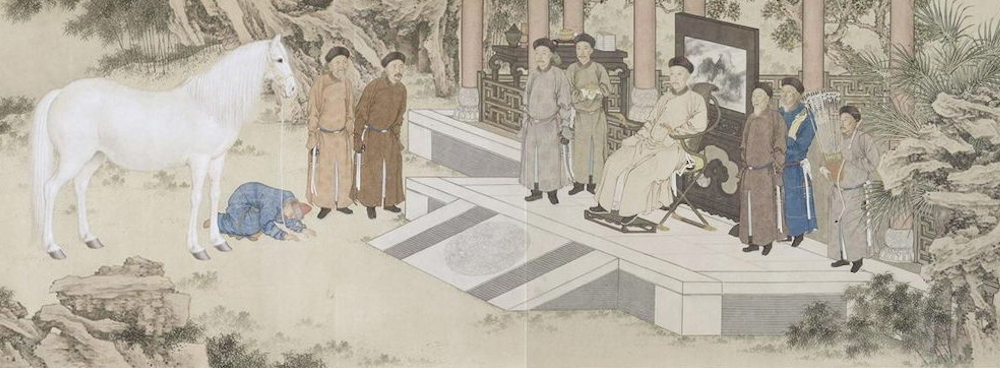
'키르기즈'라고 언급된 카자흐인 사절단이 중국의 건륭제에게 와서 백마를 바치는 모습. 청나라가 신장 지역에서 준가르를 몰아낸 이후의 일이다. 이 그림이 그려지고 얼마 지나지 않아 이닝과 타청에서 양측 간에 비단과 면직물, 말, 양, 염소 등을 교환하는 무역이 이루어졌다.

(앞서 설명했듯이) 17세기 초부터, 러시아 제국은 중앙아시아 일대에 더욱 많은 관심을 가지게 되었고 이곳을 확실히 그들의 영토로 편입하기 위해 여러 조치들을 취하기 시작했다. 특히 칼미크가 카자흐 칸국과 인접한 노가이 칸국을 멸망시키고 그들에게 복속한 이후에는 중앙아시아에 대해 더욱 밀접하게 다가갈 권리를 얻을 수 있게 되었다.
17세기 중반에 소주즈의 칸이었던 아불 하이르는 칼미크에 대항하기 위해 러시아에게 개입을 요청했다. 그의 의도는 아마도 자신들만으로는 대적하기 어려운 공동의 적에 맞서 싸우려는 것이었을 지도 모르지만, 어쨋든 러시아인들은 이를 기회로 보고 카자흐스탄에서의 그들의 영향력을 차츰 넓혀 나갔다. 러시아가 대영 제국과 경쟁을 시작하자 카자흐스탄은 중앙아시아에서 펼쳐지는 그레이트 게임의 일부가 되었다. 18세기 말에서 19세기 초까지 카자흐스탄의 모든 주즈가 러시아에게 정복되거나 보호령으로 편입되었는데, 러시아는 이 지역을 효과적으로 통제하기 위해 많은 요새를 건설되었다. 1847년, 케네사리 칸의 반란을 격파한 러시아는 카자흐스탄에 초원총독구를 설치하여 통치를 더욱 강화하였다. 이 무렵에 카자흐 스텝 인구의 5%에서 15%만이 유목민이었던 것은 러시아의 카자흐스탄 정복이 얼마나 무자비했는지를 보여준다.

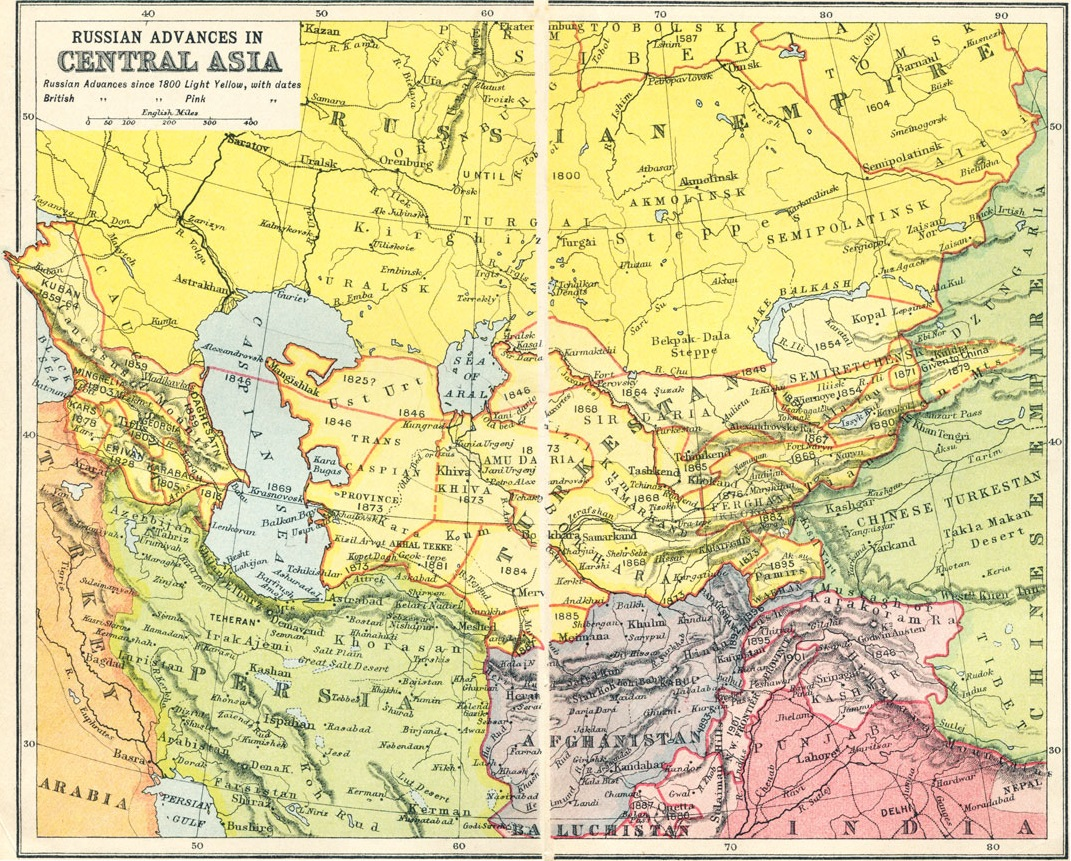
1912년 당시 러시아 제국령 중앙아시아의 모습

러시아에 의한 카자흐스탄의 19세기 식민지화는 1836~1838년의 이스타이 타이마눌리와 마캄베트 아테미술리가 주도한 봉기 및 1847~1858년의 에셋 코티바룰리 반란으로 인해 둔화되었다. 이에 1863년 러시아 제국은 국경의 분쟁 지역들을 합병할 수 있도록 하는 새로운 법을 제정했고, 이에 따라 보호령의 형태로나마 일부 남아있었던 주즈들이 모조리 합병되면서 카자흐스탄은 완전히 러시아 제국의 직할령으로 편입되었다. 새롭게 설치된 러시아 제국령 투르키스탄은 이 지역을 총독구(도시 지역)와 스텝구(초원 지역)로 각각 나뉘어 통치하였다. 오늘날 카자흐스탄의 최대도시인 알마티를 포함하여 카자흐스탄 대부분의 영토는 후자에 속했다.
카자흐인의 인구 수는 1820년 약 72%에서 1880년의 약 88%로 매우 놀랍도록 증가하였다. 러시아 지배 하의 카자흐인들은 다른 중앙아시아 민족들과 달리 영양 상태도 비교적 좋았으며, 러시아인들의 정착 과정을 지켜보면서 똑같이 그렇게 했기 때문에 나름대로 평균적인 생활 수준을 유지할 수 있었다.
19세기 초, 러시아는 요새 건설을 가속화하여 이 지역 유목민들의 유목 생활을 제한하기 시작했다. 1906년에서 1912년 사이에는 러시아 내무장관 표트르 스톨리핀의 개혁의 일환으로 50만 개 이상의 농장이 설립되었는데, 이들은 유목지를 파괴하고 부족한 수자원을 고갈시킴으로써 전통적인 카자흐인들의 생활 방식을 무너뜨렸다. 굶주리고 실향민이 된 여러 카자흐인들은 제1차 세계대전이 벌어지는 가운데 러시아 제국 정부의 무슬림 강제 징병에 반대하는 바스마치 운동을 벌였다. 1916년 말, 러시아 군대는 시위를 무력으로 진압하고 무차별적으로 이들을 징병하기 시작했다. 수천 명의 카자흐인들이 처형되었고, 더 많은 사람들이 중국과 몽골로 피신했다.

### 자치령의 설립과 폐지(1917~1920)

알라쉬 자치령의 깃발

20세기 후반, 러시아 제국은 카자흐스탄 지역에 학교를 대거 설립했는데 이는 카자흐계 엘리트층의 형성으로 이어졌다. 카자흐 지식인들은 입헌민주당에 가입하여 그곳에서 정치 활동을 했으며, 당이 분열된 이후에는 카자흐 민족의 전설적인 조상의 이름을 따서 알라쉬라는 새로운 정치 집단을 만들었다. 그들의 목표는 독립적이고 민주적인 카자흐인들의 국가를 세우는 것이었다. 알라쉬는 볼셰비키가 다른 정당들을 금지한 1920년까지 카자흐스탄 지역에서 동명의 자치령을 형성했다. 알라쉬 자치령의 영토는 남부 지역을 제외한 오늘날 카자흐스탄 영토의 대부분이었다.

투르키스탄 자치령의 깃발

투르키스탄 자치령 또는 코칸드 자치구는 러시아 내전 초기에 설립된 미승인 국가였다. 이들은 1917년 11월 27일에 건국되어 1918년 2월 22일까지 존속했으며, 대통령이 국가 수반인 세속 공화국이었다. 투르키스탄 자치령의 영토는 오늘날 카자흐스탄 남부와 우즈베키스탄 전역, 키르기스스탄, 타지키스탄 일부를 아울렀다.

## 현대

### 소비에트 연방 (1920~1991)
러시아 내전이 볼셰비키의 승리로 막을 내린 이후, 이전의 러시아 제국 영토에는 블라디미르 레닌의 주도 하에 공산주의 이념을 바탕으로 한 소비에트 사회주의 공화국 연방(약칭 소련)이 건국되었다. 이후 소련 당국에 의해 알라쉬 자치령과 투르키스탄 자치령은 폐지되었고 이를 대신하여 키르기스 자치 소비에트 사회주의 공화국이 설립되었으며, 1925년 카자흐인과 키르기스인이 공식적으로 구별됨에 따라 카자흐 자치 소비에트 사회주의 공화국으로 개칭되었다.
1925년에 공화국의 원래 수도였던 오렌부르크는 러시아 영토로 다시 편입되었고 1929년까지 키질로르다가 새로운 수도가 되었다. 소련 시대에 "알마아타"로 알려진 알마티가 그 뒤를 이었다. 1936년, 카자흐 자치 소비에트 사회주의 공화국은 러시아 SSR(러시아 소비에트 연방 사회주의 공화국)에서 공식적으로 분리되어 카자흐 SSR(카자흐 소비에트 사회주의 공화국)이 되었다. 카자흐 SSR은 그 면적이 2,717,300km2로 소련 내에서 두 번째로 큰 공화국이었다.

### 두 차례의 대기근

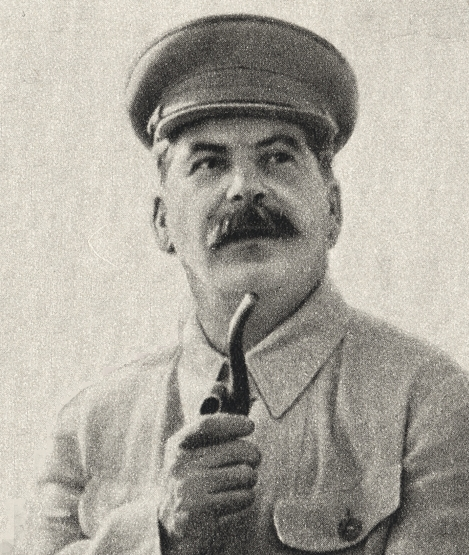
소비에트 사회주의 공화국 연방의 초대 총서기장을 역임한 이오시프 스탈린

첫번째 카자스흐탄 기근은 1919년 러시아 내전 도중에 일어났다. 3천만 마리가 넘었던 이 지역의 양들은 개체수가 1천 6백만 마리로 급감했고, 약 백만 명이 넘는 카자흐인들이 굶주림으로 고통받았다. 또한 기근 이외에 카자흐스탄 영내의 모든 공장들이 가동을 멈추어서 물자가 부족한 사태가 벌어지기도 했다.

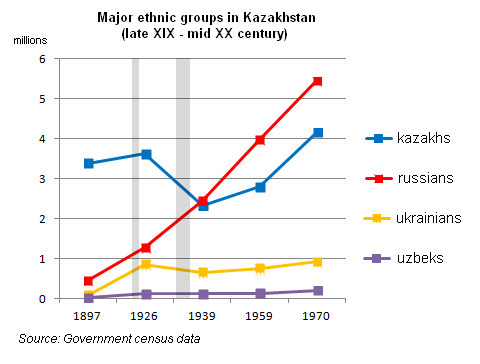
1897~1970년까지 카자흐스탄 내의 민족별 인구수를 나타낸 그래프. 1939년 즈음에 '카자흐인(Kazakhs)'의 그래프가 확 줄어드는 모습이 보인다.

이오시프 스탈린이 농업집단화를 한창 추진하던 1930년대 초반, 그때까지도 유목민 전통이 강하던 카자흐인들은 소련 당국의 정책에 매우 격렬하게 반발했다. 이는 곧 우크라이나의 홀로도모르와 유사한 아샤르쉬리크라는 대규모 기근을 가져왔다. 1930년부터 1933년까지 이어진 기근 동안 100만 명이 넘는 주민과 가축의 80%가 죽었다. 특히 카자흐인의 경우에는 전체 인구의 약 1/3이 사망하고 인구의 수십 % 가량이 위구르, 튀르키예, 이란, 몽골, 아프가니스탄 등으로 이주하며 인구수가 1926년 362만 명에서 1939년 237만 명으로 감소하는 대재앙이 일어났다. 또한 소련이 러시아인들이나 고려인, 칼미크인, 크림 타타르인들 등을 대거 이주시키면서 이 지역에서의 인구 비율 또한 점진적으로 역전되었다. 로버트 콘퀘스트는 이를 두고 다음과 같이 말했다.
카자흐족에 대한 정당 이론의 적용은, 비록 다른 유목민들에게는 덜하지만 경제적으로 기능하는 사회 질서에 대해서 시도되지 않은 고정관념의 강요에 해당했으며, 참담한 결과를 낳았다. 그리고 인간적인 측면에서 이는 우크라이나의 그것보다 비례적으로 더 큰 죽음과 고통을 의미했다.

### 탄압의 시대
1930년대 후반기 동안 이오시프 스탈린은 여러 정책 이외에도 대숙청을 실시했으며, 이를 위해 연방 전역에 굴라그가 건설되었다. 그중에서도 카자흐스탄에는 총 11개의 굴라그가 있었고, 가장 잘 알려진 것은 조국에 대한 반역자들의 아내들의 아크몰린스크 수용소(Акмолинский лагерь жён изменников Родины, 약칭 '알지르 러시아어: АЛЖИР, 영어: ALZhIR ')였다.

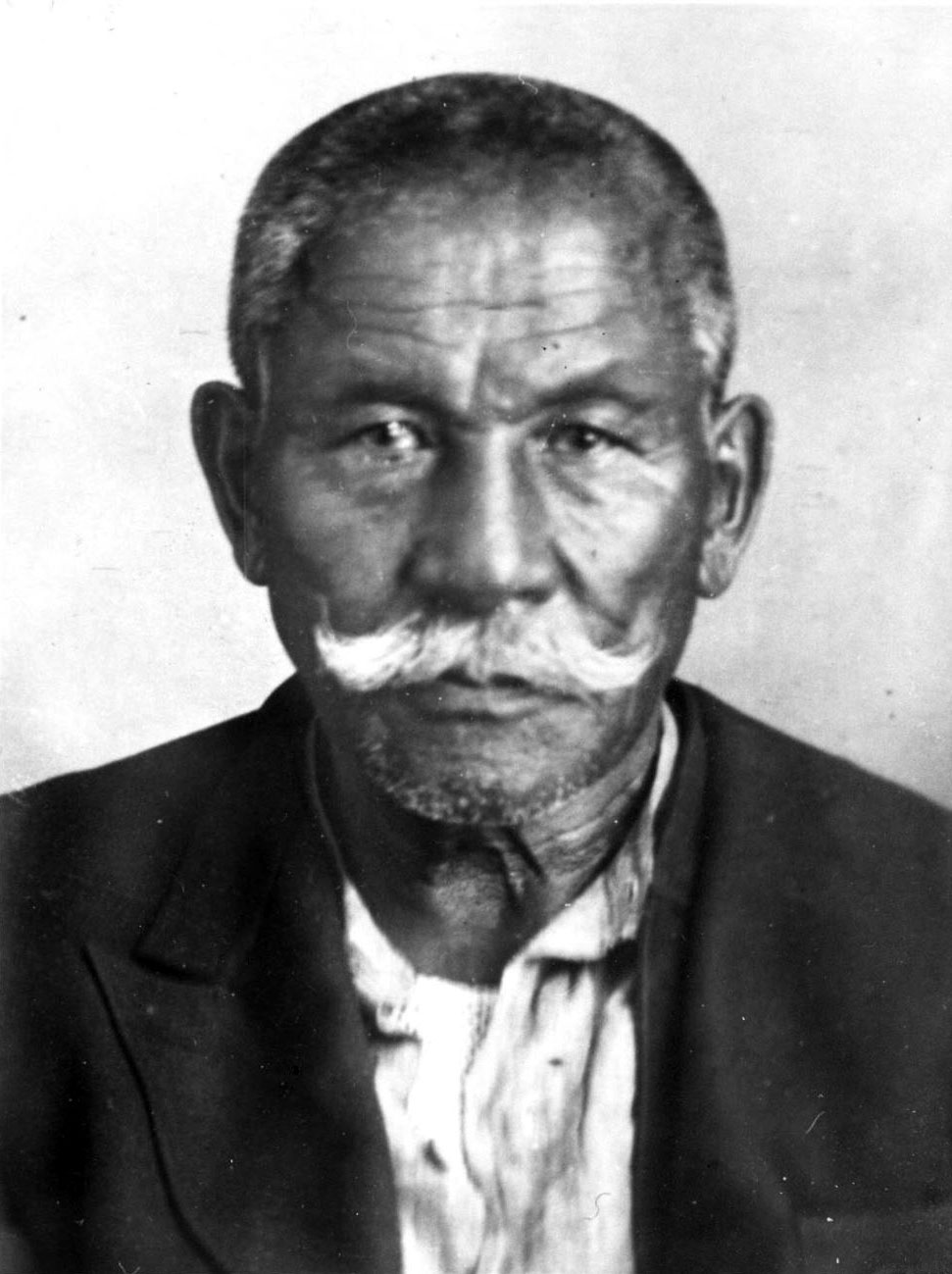
1937년에 촬영된 알리한 부케이하노프의 사진

1937년 8월 15일에 발령된 NKVD 명령 제 00486은 반역자 가족(члены семьи изменника Родины, 약칭 '치서 러시아어: ЧСИР ')의 즉결 체포 및 집단 탄압에 대한 시작을 알렸다. 이는 유죄라는 증거가 없어도 심증이나 밀고만으로 가능했고, 처음으로 여성 정치범들을 수용소로 보낸 탄압 중 하나였다. 몇 달 만에 18,000명에 달하는 여성 "배신자"들이 체포되어 5~8년의 노동징역형을 선고받았으며, 그중 8,000명은 카자흐스탄으로 보내져 알지르에서 복역했다. 이들 중에는 옛 소련의 고위 관료나 정치인의 배우자, 특히 알라쉬 운동에 참여한 사람들의 배우자가 포함되어 있었다. 1953년에 수용소가 폐지된 이후, 현재까지 밝혀진 바에 따르면 그곳에 복역한 여성들 가운데 1,507명이 교도관에게 강간을 당해서 아이를 출산했다고 한다.
소련 시기 동안, 알라쉬 운동에 참여했던 지식인들은 대부분의 카자흐인들이 여전히 교육을 받지 못하는 실상을 목격하고 새로 학교를 짓거나 러시아어 교과서를 번역하는 일을 시작했다. 비록 당원 몇몇이 공산주의에 우호적인 입장을 취하거나 소련 공산당에 가입하기는 했지만, 여전히 그들은 1930~1933년의 인위적 기근과 같은 소련 당국의 여러 정책에 계속 반대 의사를 표했다. 이에 소련 정부는 많은 카자흐 지식인들을 탄압하고 투옥시켰다. 강제 수용소에서의 가혹한 대우와 고된 노동 때문에, 투옥된 사람들은 급격한 노화와 신체쇠약으로 고통받아야 했다.

### 제2차 세계대전

유럽에서의 추축국 최대 판도. (1941년-1942년)

로베르토 카맥(Roberto Carmack)은 제2차 세계대전이 여러가지 요인들을 통해 카자흐스탄이 소련에 통합되도록 촉진했다고 주장한다. 그의 주장대로 소련의 가장 어두운 시기에서 민족 우월주의는 "국가의 안보"라는 더 큰 문제에 금방 묻혀버렸다. 매일같이 군인과 민간인을 대상으로 한 크렘린의 선전 활동이 방송되었으며, 카자흐스탄에서도 전선에 나갈 병사들이 차례차례 징집되었다. 전쟁 과정에서 카자흐인과 카자흐스탄은 점차 소련화되었다. 또한 카자흐스탄은 전쟁에 공급할 물자와 인적 자본의 공급자로서 일종의 식민지 역할을 겸했는데, 소련 당국은 전쟁을 이용하여 그들에 대한 러시아의 우위 및 위계질서를 공고히 했다.

### 대규모 이주
제2차 세계 대전 동안 추축국의 군대가 그들 서부의 산업 중심지를 점령하거나 위협하자 소련은 재빠르게 그곳에 있던 군수 공장 및 산업 물자들을 우랄 산맥 너머로 이동시켰는데, 그중에는 카자흐스탄도 있었다. 또한 크림 타타르인, 독일인, 북캅카스의 무슬림, 그리고 폴란드인들은 적과 내통할 것을 우려하여 역시 카자흐스탄으로 대거 강제 이주를 당했다. 하지만 현지인들은 이들을 따뜻하게 맞이해주고 어려운 시기임에도 불구하고 그들과 음식을 나누어먹었다고 한다.
1950년대에 소련 제1서기장 니키타 흐루쇼프가 추진한 처녀지 개간 운동이 실시되었고, 이 무렵의 카자흐스탄 국민들은 밀과 기타 곡물들을 위해 경작되는 그들 국가의 거대한 방목지를 볼 수 있었다. 1960년 초에 조사된 인구 통계를 보면 930만의 카자흐스탄 인구 중 43%가 러시아인이고 29%만이 카자흐인이라는 통계가 나왔는데, 이는 대기근 이후 인구 손실이 심각하자 소련 당국이 미개척지라는 명분 하에 수많은 인구를 강제 이주시켰기 때문이었다. 다만 1960년대 후반과 1970년대에는 소련 정부가 중앙아시아에서 석탄, 가스 및 석유를 발굴하는 국가 정책에 참여하는 노동자들에게 보너스를 지급한다고 선전함으로써 자의로 더 많은 정착이 이루어졌다. 1970년대가 끝나갈 무렵까지 카자흐 SSR은 국명만 '카자흐스탄'일뿐 실제로는 다른 민족들이 더 많은 유일한 소비에트 공화국이었다.
카자흐 SSR은 중앙 정부의 통제를 받는 소련 경제 시스템에서 산업 및 농경지의 역할을 수행했으며, 20세기 동안 발견된 카자흐스탄의 어마어마한 석탄 매장량은 소련의 유럽 영토에서 고갈된 연료 비축량을 대체할 것을 약속했다. 하지만 큰 문제가 하나 있었는데, 바로 유럽 지역에 있는 소련의 산업 중심지와 카자흐스탄 석탄 생산지 사이의 거리가 너무 멀다는 것이었다. 소련은 이를 중앙아시아를 산업화함으로써 해결하고자 했지만, 부분적으로만 해결이 가능했고 결국에는 카자흐인만큼 많은 러시아인 인구, 경제 발전에 필수적이고 막강한 영향력을 행사하는 러시아계 기술관료직, 불충분한 사회 기반 시설로 인해 효율성이 제한되는 석탄·석유 기반의 에너지 사업 등 불필요하고 국가에 도움이 되지 않는 유산만을 남겼다.

### 카자흐스탄 공화국 (1991~현재)

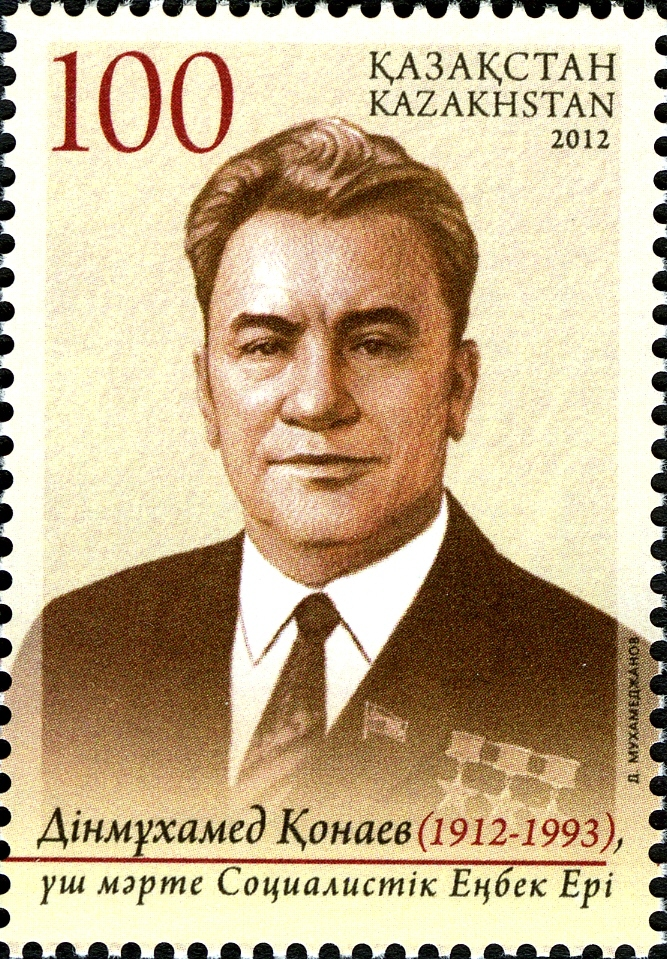
소련 카자흐스탄 공산당 제1서기장 딘무하메드 코나예프

1986년 12월 16일, 소련 공산당 정치국은 당시 소련 카자흐스탄 공산당 제1서기장이었던 딘무하메드 코나예프를 해임했다. 그의 후임자는 카자흐인이 아닌 러시아 울리야놉스크 출신의 겐나디 콜빈이었는데, 이에 반발하여 카자흐스탄 전역에서 시위가 일어났으나 소련 당국에 의해 무자비하게 진압되었다. 진압 과정에서 2~20명의 사람들이 사망하고 763~1,137명의 사람들이 부상을 입었으며, 2,212~2,336의 시민이 시위에 가담했다는 명분으로 체포되었다. 1989년에 겐나디 콜빈은 누르술탄 나자르바예프로 교체되었다.
1990년 6월, 모스크바는 카자흐스탄에 대한 중앙 정부의 주권을 선언했고, 이에 맞서 카자흐스탄 역시 자국의 주권 성명을 발표했다. 이는 카자흐스탄 내에서 수치 상으로 거의 동등했던 러시아인과 카자흐인과의 긴장을 불러일으켰다. 그해 8월 중순, 카자흐스탄과 러시아의 민족주의자들은 주권에 관한 최종 성명 초안에 조금이라도 영향을 주고자 카자흐스탄 의회 건물 주변에서 시위를 벌이기 시작했다. 이 성명은 10월에 공식적으로 채택되었다.

### 나자르바예프의 시대
미하일 고르바초프가 소련의 권력을 잡았을 당시, 다른 소비에트 공화국들과 마찬가지로 카자흐스탄 또한 의장 직위를 공화국의 대통령으로 전환함으로써 사실상 대통령제가 되었다. 하지만 나자르바예프는 다른 공화국 지도자들(특히 독립지향적인 발트 3국)과 달리 1991년의 봄과 여름 내내 소련에 헌신적인 모습을 보였는데, 이는 그가 소련의 일부 지역들이 경제적으로 너무 상호 의존적이어서 당장은 국가가 독립적으로 생존할 수 없다고 판단했기 때문일 것이다. 곧 이 문제들을 해결하는 것이 카자흐스탄의 최우선 과제가 되었다.
이 과제들은 1990년 고르바초프가 카자흐스탄의 텡기즈 유전 개발을 위해 미국 기업인 셰브론과 계약을 체결했다는 소식이 알려진 이후에 특히 더 중요해졌다. 고르바초프는 나자르바예프와 한 마디 상의도 하지 않은 채로 협상을 거의 마무리했다. 나자르바예프는 이에 반발했고 그의 주장에 따라 1991년 6월 모스크바는 카자흐스탄의 광물 자원에 대한 소유권을 포기했다. 그뒤 1년 동안 고르바초프의 권위는 내도록 하락세를 겪었으며 급기야 소련은 붕괴될 위기에 처했다. 그러자 나자르바예프는 다른 공화국 지도자들과 연합하여 고르바초프가 소련을 하나로 묶기 위한 마지막으로 시도한 주권 국가 연합 조약에 서명할 것을 촉구하면서 그를 계속 지지했다.
하지만 1991년 8월 고르바초프에 대한 쿠데타가 터지면서 이는 무산되었다. 고르바초프를 제거하자는 의견에 대해 상반된 입장을 가지고 있었던 나자르바예프는 쿠데타 이틀 째에 이를 비난하는 성명을 냈지만, 아이러니하게도 새로운 정부에 대해서는 지지를 이어갔다.
동시에 나자르바예프는 카자흐스탄에 더 큰 자유를 가져올 기회, 또는 완전한 독립에 대해서 준비하기 시작했다. 전문 경제학자를 고위직에 임명하고 외국의 개발 및 비즈니스 전문가들에게 조언을 구하려 노력했다. 쿠데타 이후 카자흐스탄 공산당(CPK)이 불법화됨으로써 나자르바예프는 공화국의 경제를 거의 완전히 장악할 수 있었다. 그는 1991년 12월 사실상 경쟁자가 없는 대통령 선거에서 압도적으로 승리함으로써 자신의 입지를 공고히 했다.

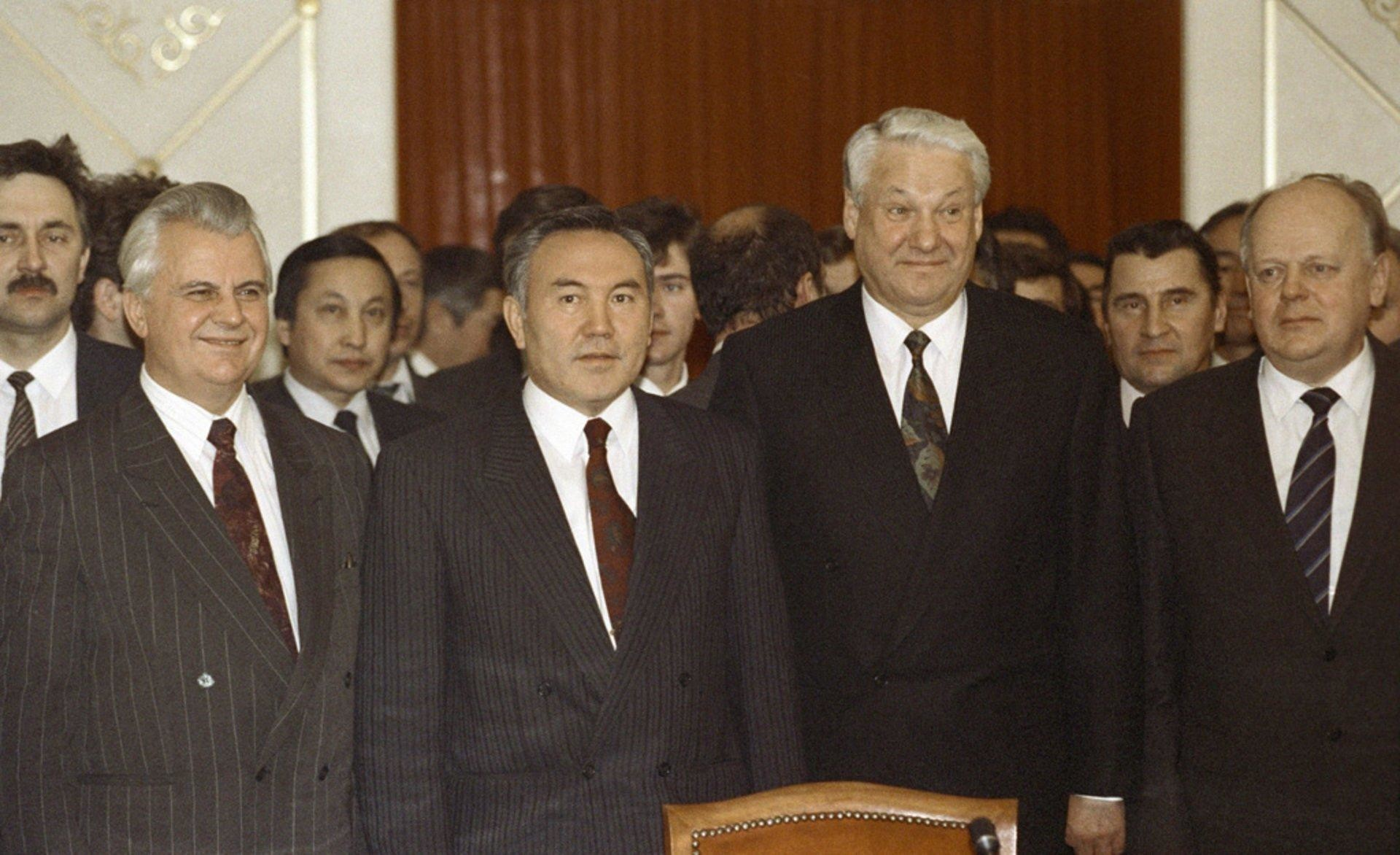
1991년 12월 알마아타 조약이 체결될 당시의 나자르바예프(왼쪽에서 두 번째).

선거가 치루어진 지 일주일 후, 나자르바예프는 소비에트 연방을 구성하는 각국의 지도자들이 소련을 해체하는 문서에 서명하는 것을 지켜보았다. 이로써 카자흐스탄은 사실상 독립 국가가 되었으며 그는 그 나라의 초대 대통령로 등극했다. 나자르바예프는 재빨리 중앙아시아 5개국(카자흐스탄, 키르기스스탄, 타지키스탄, 우즈베키스탄, 투르크메니스탄) 지도자들간에 회의를 소집하여, 소련의 뒤를 이은 슬라브 국가인 러시아, 우크라이나, 벨라루스와의 세력 평형을 맞출 새로운 가능성ㅡ즉 옛 중앙아시아 공화국들로 이루어진 투르크 연방의 창설을 제안했으나 실패했다. 한편 비슷한 시기에 카자흐스탄의 수도였던 알마티는 독립 국가 연합의 알마아타 조약으로서 국제 사회에도 알려졌다. 1991년 12월 16일, 카자흐스탄은 독립을 선언한 마지막 소비에트 공화국이 되었다.

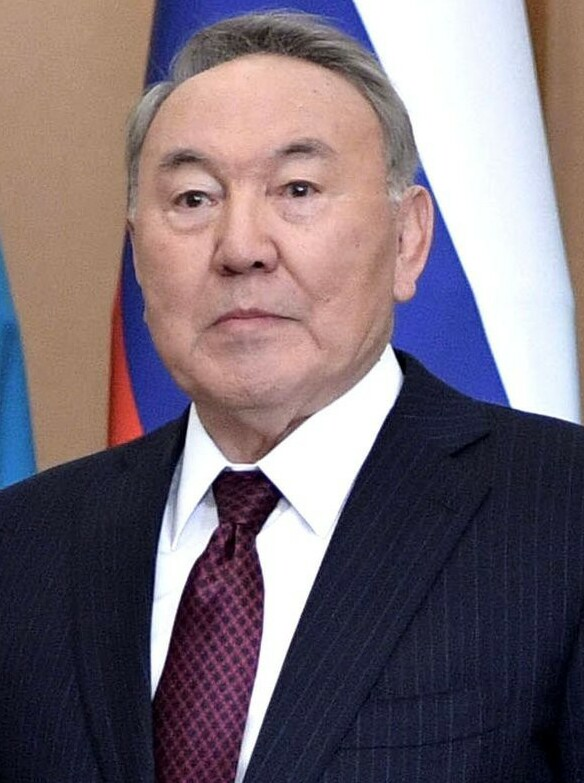
2017년의 누르술탄 나자르바예프

나자르바예프는 1992년에는 UN에 가입하였고 1993년에 헌법을 채택, 이듬해 개정했으며 비슷한 시기에 러시아, 영국, 미국과 함께 부다페스트 안전 보장 각서에 서명함으로써 비핵화를 이루어내는데 동참하고 국제 사회의 일원이 되겠다는 뜻을 밝혔다. 1997년 12월 10일에는 수도를 알마티에서 오늘날의 아스타나로 이전했다.
1990년대에 접어들자, 국가의 상황은 크게 안좋은 것으로 드러났으며 한때 국가채무가 GDP의 400%에 이르고 구소련 국가들의 고질적인 문제였던 올리가르히 역시 카자흐스탄에서 큰 문제로 대두되었다. 또한 러시아인들과 독일인들이 카자흐스탄의 열악한 경제 상황으로 인해 대거 본국으로 귀환하면서 한때 인구가 감소하기도 했다. 하지만 1990년대 중반에 들어서 초인플레이션 상황이 어느정도 수습되었고, 2000년대에 들어서는 오히려 반전되어 2000년부터 2007년까지 연 평균 10%의 경제 성장을 이루어 냈으며 중앙아시아에서 경제적으로 선두를 달리는 나라가 되었다.
나자르바예프는 확고부동한 권력을 가진 채로 독재자로서 장기집권을 해왔으나 2019년 3월 20일 취임 29년만에 사임을 발표했다. 그러나 나자르바예프는 이후로도 카자흐스탄의 보안위원회 의장직과 여당 대표직은 유지한 채로 사실상 대통령 위의 최고지도자로서 머물렀으며, 심지어 대통령이 아님에도 "카자흐 민족 지도자"라는 칭호를 포함하여 다양한 직함으로 외국 정상들과 회담을 하기도 했다.

### 나자르바예프 이후

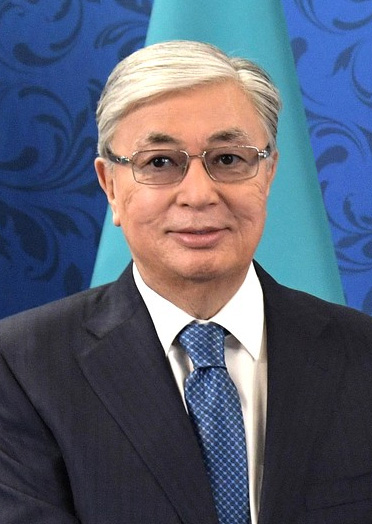
2019년의 카심조마르트 토카예프

누르술탄 나자르바예프가 물러난 이후, 그의 뒤를 이어 카심조마르트 토카예프가 카자흐스탄의 새로운 대통령이 되었다. 그의 첫 공식적인 행동은 그의 전임자의 이름을 따서 수도를 아스타나에서 누르술탄으로 개명하는 것이었다.
2022년 1월, 카심조마르트 토카예프 대통령은 연료 가격으로 촉발된 격렬한 시위 이후 나자르바예프를 전격 해임하고 보안위원회 의장으로 취임했다 또한 그는 나자르바예프의 공식적인 국가 지도자 직을 박탈하기 위한 헌법 개정을 제안하기도 했다.. 카자흐스탄은 이후 2022년 카자흐스탄 헌법 국민투표에서 헌법 개증을 승인하는 투표를 실시했다. 이로써 마침내 진정한 민주주의가 카자흐스탄에 도입되었다. 2022년 9월, 이 나라의 수도 이름은 누르술탄에서 아스타나로 다시 한번 바뀌었다.

## 같이 보기
- 아시아의 역사
- 중앙아시아의 역사
- 소련의 역사
- 튀르크족의 이주

### 설명주
1. ↑  한국어: 카심 칸닌 카스카 졸리, 영어: Qasym Khannyñ Qasqa Zholy
2. ↑  이슬람력에 따른 계산으로, 실제로는 1465~1466년 사이일 것이다.
3. ↑  이 역시 이슬람력 기준이며, 실제로는 1533~1534년 사이일 것이다.
4. ↑  사실 19세기 초반에 카자흐인들은 러시아인들보다 훨씬 많았지만, 러시아 제국이 여러 나라들을 정복하고 인적 자본의 폭발적인 혁명을 경험하면서 그 수가 훨씬 많아지게 되었다.
5. ↑  러시아 당국은 '카자흐 (kazakh)'와 '코사크(Cossack)'라는 용어(두 단어는 유래가 같음)의 혼동을 방지하기 위해 카자흐인을 '키르기스'라고 불렀다.[25][26] 때문에 러시아의 역사 기록에 등장하는 키르기스가 카자흐인을 지칭하는 단어인지 키르기스인들을 지칭하는 단어인지 혼동하기 쉽다. 오늘날 학계에서는 혼동을 피하기 위해 카자흐인들을 "키르기스 카자흐"라고 지칭하고 있다.
6. ↑  그러나 동시에 나자르바예프는 카자흐스탄의 광물 자원과 산업 잠재력 부문에서 소련과 싸웠다.

### 인용주
1. 1 2 3 4  《The Cambridge World Prehistory》. University of Cambridge. June 2014. ISBN 9780521119931.
2. ↑  Beckwith, Christopher I. (2009). 《Empires of the Silk Road : a history of Central Eurasia from the Bronze Age to the present》. Princeton, NJ: Princeton University Press. 68쪽. ISBN 978-0-691-13589-2. OCLC 229467524. "Modern scholars have mostly used the name Saka to refer to Iranians of the Eastern Steppe and Tarim Basin"
3. ↑  Dandamayev, M. A. (1994). 〈Media and Achaemenid Iran〉.   Harmatta, János. 《History of Civilizations of Central Asia: The Development of Sedentary and Nomadic Civilizations, 700 B. C. to A. D. 250》. UNESCO. 35–59쪽. ISBN 9231028464. 2015년 5월 29일에 확인함. "In modern scholarship the name 'Sakas' is reserved for the ancient tribes of northern and eastern Central Asia and Eastern Turkestan to distinguish them from the related Massagetae of the Aral region and the Scythians of the Pontic steppes. Those tribes spoke Iranian languages and their chief occupation was nomadic pastoralism."(p. 37)
4. ↑  Hucker 1975, 136쪽.
5. ↑  Savelyev, Alexander; Jeong, Choongwon (2020년 5월 10일). “Early nomads of the Eastern Steppe and their tentative connections in the West”. 《Evolutionary Human Sciences》 2. doi:10.1017/ehs.2020.18. hdl:21.11116/0000-0007-772B-4. PMC 7612788. PMID 35663512. S2CID 218935871. The predominant part of the Xiongnu population is likely to have spoken Turkic (Late Proto-Turkic, to be more precise)
6. ↑  Robbeets, Martine; Bouckaert, Remco (2018년 7월 1일). “Bayesian phylolinguistics reveals the internal structure of the Transeurasian family”. 《Journal of Language Evolution》 3 (2): 145–162. doi:10.1093/jole/lzy007. hdl:21.11116/0000-0001-E3E6-B. ISSN 2058-4571.
7. ↑  “Northern Dynasties and Southern Dynasties”, 《Chinese Architecture》 (Princeton University Press), 2019년 5월 14일, 72–103쪽, doi:10.2307/j.ctvc77f7s.11, S2CID 243720017, 2023년 4월 1일에 확인함Larousse, Éditions. “Turcs ou Turks - LAROUSSE”. 《www.larousse.fr》 (프랑스어). 2023년 4월 1일에 확인함.
8. ↑  《Book of Zhou, vol. 50》.《Henning 1948》.
9. ↑  《Sims-Williams 2004》.《Pritsak 1959》.《Hucker 1975, p. 136.》.《Jinshu vol. 97 Four Barbarians - Xiongnu"》.《Weishu, "vol. 102 Wusun, Shule, & Yueban" quote: "悅般國，…… 其先，匈奴北單于之部落也。…… 其風俗言語與高車同"》.《Yuanhe Maps and Records of Prefectures and Counties vol. 4 quote: "北人呼駮馬為賀蘭》.Kim, Hyun Jin (2013년 4월 18일). 《The Huns, Rome and the Birth of Europe》. Cambridge University Press. doi:10.1017/cbo9780511920493. ISBN 978-0-511-92049-3.《Du You. Tongdian. Vol. 200. "突厥謂駮馬為曷剌，亦名曷剌國。"》.《Wink 2002, pp. 60–61.》.
10. ↑  Harmatta 1994, 488쪽: "Their royal tribes and kings (shan-yü) bore Iranian names and all the Hsiung-nu words noted by the Chinese can be explained from an Iranian language of Saka type. It is therefore clear that the majority of Hsiung-nu tribes spoke an Eastern Iranian language."
11. ↑  Bailey 1985, 21–45쪽.
12. ↑  Jankowski 2006, 26–27쪽.
13. ↑  Tumen D (February 2011). “Anthropology of Archaeological Populations from Northeast Asia” (PDF). 《Oriental Studies》 (Dankook University Institute of Oriental Studies) 49: 25, 27. 2013년 7월 29일에 원본 문서 (PDF)에서 보존된 문서.
14. ↑  Di Cosmo 2004, 166쪽.
15. ↑  Beckwith 2009, 404–405 notes 51–52쪽.
16. ↑  Adas 2001, 88쪽.
17. ↑  Vovin, Alexander (2000). “Did the Xiongnu speak a Yeniseian language?”. 《Central Asiatic Journal》 44 (1): 87–104. JSTOR 41928223.
18. ↑  高晶一, Jingyi Gao (2017). “Quèdìng xià guó jí kǎitè rén de yǔyán wéi shǔyú hànyǔ zú hé yè ní sāi yǔxì gòngtóng cí yuán” 確定夏國及凱特人的語言為屬於漢語族和葉尼塞語系共同詞源 [Xia and Ket Identified by Sinitic and Yeniseian Shared Etymologies]. 《Central Asiatic Journal》 60 (1–2): 51–58. doi:10.13173/centasiaj.60.1-2.0051. JSTOR 10.13173/centasiaj.60.1-2.0051. S2CID 165893686.
19. ↑  Geng 2005.
20. ↑  Millward, James A. (2007), 《Eurasian crossroads: a history of Xinjiang》, Columbia University Press, 45–47쪽, ISBN 978-0-231-13924-3
21. ↑  Baten, Jörg (2016). 《A History of the Global Economy. From 1500 to the Present.》. Cambridge University Press. 218쪽. ISBN 9781107507180.
22. 1 2  Curtis, Glenn E. “Russian Control”. 《Kazakstan: A Country Study》. GPO for the Library of Congress. 2011년 2월 19일에 확인함.
23. ↑  Baten, Jörg (2016). 《A History of the Global Economy. From 1500 to the Present.》. Cambridge University Press. 218–219쪽. ISBN 9781107507180.
24. 1 2 3  Curtis, Glenn E. “In the Soviet Union”. 《Kazakstan: A Country Study》. GPO for the Library of Congress. 2011년 2월 19일에 확인함.
25. ↑  Olcott, Martha Brill (1995). 《The Kazakhs》 2판. p. 4.: Hoover Institution Press, Stanford University Press. ISBN 0-8179-9351-7. OCLC 32547109.
26. ↑  Lebedynsky, Iaroslav (1995). Histoire des Cosaques [History of the Cossacks] (in French). Lyon, FR: Terre Noire. p. 38.
27. ↑  Robert Conquest, The harvest of sorrow, p.193
28. ↑  Robert Conquest, The Harvest of Sorrow: Soviet collectivization and the terror-famine, Oxford University Press US, 1987 p.196.
29. ↑  Robert Conquest, The harvest of sorrow, p.193
30. ↑  Kazakhstan: The Forgotten Famine 보관됨 29 12월 2007 - 웨이백 머신, Radio Free Europe, 28 December 2007
31. ↑  Timothy Snyder, 'Holocaust:The Ignored Reality,’ in New York Review of Books 16 July 2009 pp.14–16, p.15
32. ↑  Conquest, Robert, The Harvest of Sorrow: Soviet Collectivization and the Terror-Famine; Chapter 9 p.198, Central Asia and the Kazakh Tragedy (Edmonton: The University of Alberta Press in Association with the Canadian Institute of Ukrainian Studies & London: Century Hutchison, 1986) ISBN 0-09-163750-3
33. ↑  “alzhir camp”. 《www.alzhir.kz》. 2014. 2015년 2월 5일에 원본 문서에서 보존된 문서. 2018년 10월 11일에 확인함.
34. ↑  《Қазақ энциклопедиясы》. Glavnai︠a︡ redakt︠s︡ii︠a︡ "Qazaq ėnt︠s︡iklopedii︠a︡sy". 2004. ISBN 9965-9389-9-7.
35. ↑  Lills, Joanna; Trilling, David (2009년 8월 6일). “The forgotten women of the Gulag”. 《Eurasianet》. 2017년 6월 17일에 원본 문서에서 보존된 문서. 2017년 7월 3일에 확인함.
36. ↑  Roberto J. Carmack, Kazakhstan in World War II: Mobilization and Ethnicity in the Soviet Empire (University Press of Kansas, 2019) online review
37. ↑  “History of Kazakhstan”. 2016년 3월 23일에 원본 문서에서 보존된 문서. 2016년 3월 16일에 확인함.
38. ↑  “Nazarbayev protégé wins Kazakhstan elections marred by protests”. 《France 24》 (영어). 2019년 6월 10일.
39. ↑  “Kazakhstan's Nazarbayev handed over security council job on his own will: Spokesman”. 《www.aa.com.tr》.
40. ↑  “Kazakhstan president proposes reforms to limit his powers”. 《www.aljazeera.com》 (영어). 2022년 6월 12일에 확인함.
41. ↑  “What's in Kazakhstan's Constitutional Referendum?”. 《thediplomat.com》 (미국 영어). 2022년 6월 12일에 확인함.
42. ↑  “Kazakhstan: Nazarbayev to lose his place in constitution | Eurasianet”. 《eurasianet.org》 (영어). 2022년 6월 12일에 확인함.
43. ↑  “Kazakh President Tokayev promises reform after referendum win”. 《www.aljazeera.com》 (영어). 2022년 6월 12일에 확인함.
44. ↑  “Kazakhstan holds referendum to amend constitution”. 《www.aljazeera.com》 (영어). 2022년 6월 12일에 확인함.
45. ↑  agencies, Staff and (2022년 9월 14일). “Kazakhstan to change name of capital from Nur-sultan back to Astana”. 《the Guardian》 (영어).